# TESA
TESA este acronim pentru Tehnic, Economic și Socio-Administrativ, categorie de angajați într-o companie, organizație sau instituție.
Termenul există din perioada României comuniste.